# 艾玛迪斯信息科技
艾玛迪斯信息科技公司（Amadeus IT Group, SA /ˌæməˈdeɪəs aɪ ˈtiː/）是西班牙马德里的一家跨国信息技术公司，主要经营旅游业务，如全球分銷系統。它在约195个国家、地区经营。

## 历史
1987年，该公司成立，当时是由法國航空、西班牙國家航空、德国汉莎航空和SAS集团创建的一个全球分銷系統。1999年10月上市。